# Trigoniastrum hypoleucum
Trigoniastrum es un género monotípico de plantas  pertenecientes a la familia Trigoniaceae. Su única especie: Trigoniastrum hypoleucum, es originaria de Malasia e Indonesia.

## Taxonomía
Trigoniastrum hypoleucum fue descrita por Friedrich Anton Wilhelm Miquel y publicado en Flora van Nederlandsch Indië 394, en el año 1861.
Sinonimia
- Isopteris penangiana Wall.[3]